# Stronnictwo Narodowe (III Rzeczpospolita)
Stronnictwo Narodowe (SN) tzw. senioralne – partia polityczna, w nawiązaniu do formacji przedwojennej reaktywowana w lipcu 1989 r. w Warszawie przez Jana Ostoję Matłachowskiego, Bogusława Rybickiego i Edwarda Masteja.

## Program SN
Stronnictwo Narodowe odwoływało się do tradycji przedwojennej endecji, głównie myśli Romana Dmowskiego. Krytykowało politykę gospodarczą rządów postsolidarnościowych zarzucając jej podporządkowanie zachodniemu (zwłaszcza żydowskiemu) kapitałowi i zbyt pośpieszną prywatyzację. Przestrzegało przed zagrożeniem ze strony Niemiec. Było przeciwne członkostwu Polski w UE i NATO. W kwestiach ustrojowych (takich jak samorząd terytorialny czy ordynacja wyborcza) postulowało demokratyzację państwa, zarazem domagając się zapewnienia bezpieczeństwa obywatelom. Popierało przywrócenie katechezy w szkołach.
Według działaczy SN zasadniczy podział polityczny w Polsce to rozłam między „patriotami” i „internacjonalistami”, który przebiegać miał w poprzek partii politycznych tworząc cztery obozy: patriotyczną prawicę, internacjonalistyczną prawicę, patriotyczną lewicę oraz internacjonalistyczną lewicę. Stronnictwo utożsamiało się z „patriotyczną prawicą”.

## Historia SN
18 listopada 1990 r. zwołano Krajowy Zjazd Delegatów SN. Pierwszym po reaktywacji Prezesem partii został Stefan Jarzębski (którego w listopadzie 1990 r. zastąpił Józef Więcławek), a przewodniczącym Rady Naczelnej Bronisław Ekert (od kwietnia 1991 r. Maciej Giertych). Do czołowych działaczy Stronnictwa należeli także: Zdzisław Krzemiński, Tadeusz Radwan, Bogusław Jeznach, Jan Michalik, Bogusław Rybicki, Wiesław Łęczycki. Reaktywowane SN zostało zarejestrowane sądownie 21 sierpnia 1990. W wyborach prezydenckich 1990 r. Stronnictwo poparło kandydaturę Romana Bartoszcze. W wyborach parlamentarnych, które odbyły się 27 października 1991, Stronnictwo Narodowe uzyskało 74 082 głosy, tj. 0,66% poparcia.
W 1992 w partii doszło do rozłamu, w którego wyniku część działaczy na czele z Bogusławem Rybickim powołała Stronnictwo Narodowe „Ojczyzna”. Zapoczątkowało to długotrwały kryzys SN. W wyborach 1993 r. działacze SN wystartowali do Sejmu z listy Unii Polityki Realnej, która uzyskała 3,18% głosów i nie zdobyła żadnego mandatu. W czerwcu 1997 partia weszła w skład koalicji Blok dla Polski, która uzyskała 1,36% głosów i nie zdobyła żadnego mandatu.
19 grudnia 1999 doszło do niezrealizowanego formalnie zjednoczenia Stronnictwa Narodowego ze Stronnictwem Narodowo-Demokratycznym. Kandydatem SN w wyborach prezydenckich w 2000 był gen. Tadeusz Wilecki, który uzyskał jedynie 28 805 głosów, tj. 0,16% poparcia.
W 2001 większość działaczy SN na bazie niewykreślonego SND powołała Ligę Polskich Rodzin. Stronnictwo Narodowe zostało wyrejestrowane wskutek niedostarczenia sprawozdań do Państwowej Komisji Wyborczej.
Od 15 września 2001 SN ponownie funkcjonowało jako samodzielna partia polityczna, którą 31 stycznia 2004 po wykreśleniu z ewidencji przekształcono w stowarzyszenie. Stowarzyszenie SN zawiązane przez Bogusława Kowalskiego wydaje tygodnik polityczno-kulturalny Nowa Myśl Polska i jest związane z Ruchem Ludowo-Narodowym. Część działaczy SN i Sekcji Młodych opozycyjnych wobec polityki Bogusława Kowalskiego oraz Romana Giertycha powołała Polskie Stronnictwo Narodowe i stowarzyszenie Obóz Wielkiej Polski.

## Inne Stronnictwa Narodowe
W III RP od wejścia w życie w 1997 nowej ustawy o partiach politycznych funkcjonowały bądź funkcjonują w tej formie organizacyjnej:
- Stronnictwo Narodowe Bogusława Kowalskiego (Ew nr 15), wyrejestrowane przed 2003
- Stronnictwo Narodowe „Szczerbiec” (Ew nr 99) Mariana Barańskiego, wyrejestrowane 17 września 2002[1]
- Stronnictwo Narodowe – Organizacja Polityczna Narodu (SN-OPN) Bohdana Poręby (Ew nr 206), wyrejestrowane w 2007
- Stronnictwo Narodowe „Patria” (SNP) Norberta Tomczyka (Ew nr 166), wyrejestrowane w 2007
- Stronnictwo Narodowe Im. R. Dmowskiego (Ew nr 215), istniejąca
- Stronnictwo Narodowe „Ojczyzna” (wyrejestrowane)
- Polskie Stronnictwo Narodowe (nieistniejące)
- Stronnictwo Narodowe Leszka Bubla (Ew nr 203), istniejąca.